# Stichting Collectieve Propaganda van het Nederlandse Boek
De Stichting Collectieve Propaganda van het Nederlandse Boek (CPNB) is een Nederlandse stichting van onder andere brancheorganisaties die zich ten doel stelt het lezen en bezitten van Nederlandstalige boeken te stimuleren. De stichting is begonnen als onderdeel van de Koninklijke Vereniging van het Boekenvak (KVB) en sinds 1983 zelfstandig.
De afkorting CPNB stond eerder voor 'Commissie voor de Propaganda van het Nederlandse Boek'. Vanaf 1930 worden er activiteiten onder deze vlag georganiseerd, de Dag van het boek. In 1932 werd dat de Boekenweek, met bijbehorend boekenbal.
Het bekendste onderdeel hiervan is de jaarlijkse publicatie van het boekenweekgeschenk tijdens de Boekenweek. Daarnaast beheert de stichting sinds 1987 ook de Publieksprijs voor het Nederlandse Boek. Sinds 2001 nemen ook de openbare bibliotheken in de stichting deel.
In 1965 vierde de CPNB zijn 150 jarig bestaan met de volgende uitgave: 
- Bert Schierbeek, taal & teken, samenstelling: Mart Kempers, typografie, Cas Oortheuys: foto's, redactie: C. Blok, H. van Haaren, H. van der Horst, Chr. Leeflang, 78 p, geïllustreerd, in diepdruk vervaardigd bij: Nederlandse Rotogravure Maatschappij N.V. te Leiden.

Zij organiseert ook evenementen zoals de Kinderboekenweek, de Nationale Voorleesdagen, Zomerlezen, Nederland Leest en de Maand van het Spannende Boek, met een eigen geschenkboekje. 
De stichting reikt sinds januari 2013 Gouden, Platina en Diamanten boeken uit. In november 2014 werd het eerste Diamanten boek aan Maarten 't Hart gegeven voor zijn roman Een vlucht regenwulpen.
CPNB organiseert sinds 2015 jaarlijks de Boekenweek van Jongeren, met als boekenweekgeschenk de verhalenbundel 3PAK.
Sinds 2021 is het CPNB eigenaar van Hebban, een sociaalnetwerksite voor boekenliefhebbers. 